# Pfarrhaus (Ehingen)

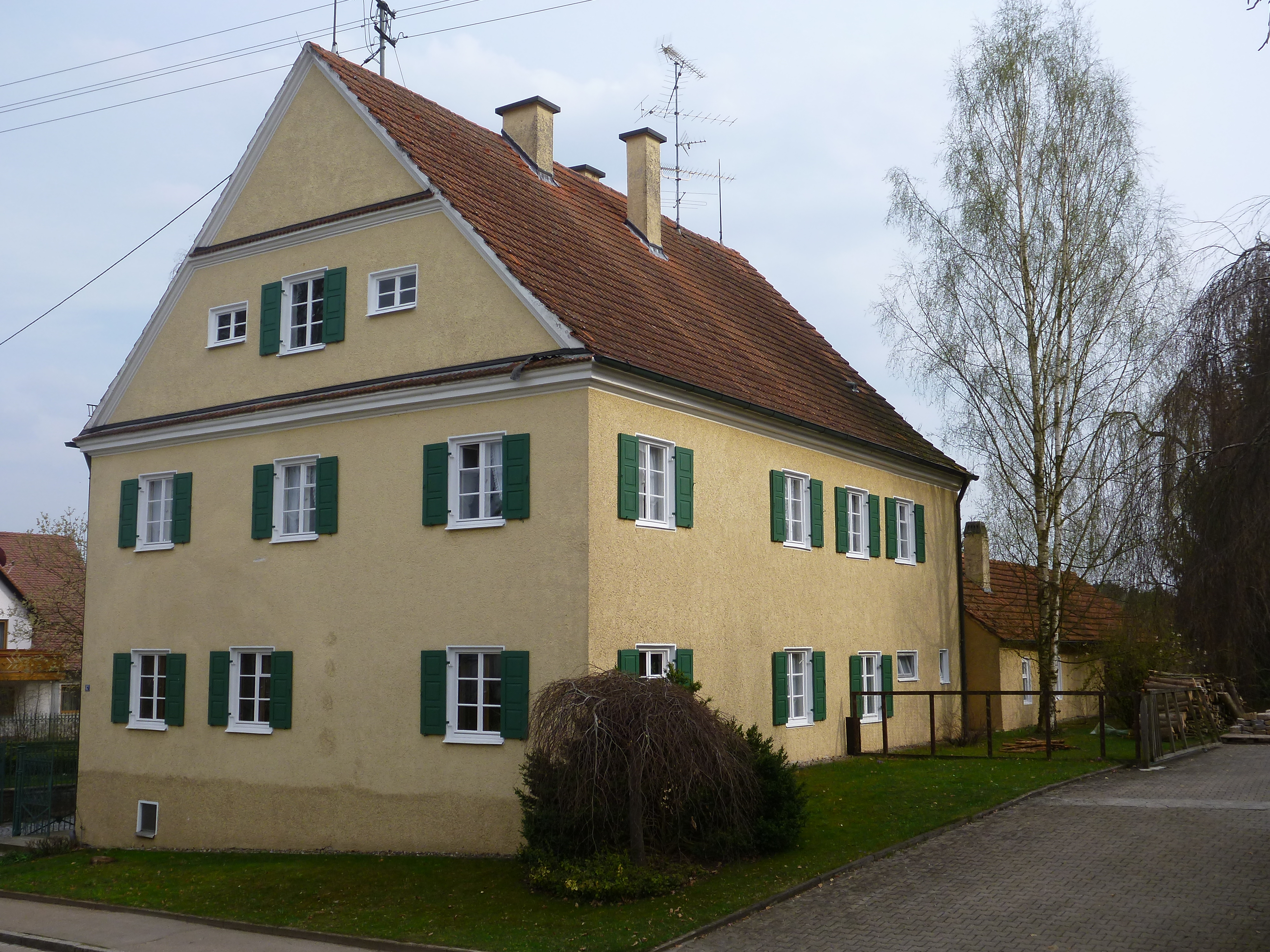
Pfarrhaus in Ehingen

Das Pfarrhaus in Ehingen, einer Gemeinde im Landkreis Augsburg im bayerischen Regierungsbezirk Schwaben, wurde um 1725 errichtet. Das Pfarrhaus an der Hauptstraße 47 ist ein geschütztes Baudenkmal.
Der zweigeschossige Satteldachbau besitzt vier zu drei Fensterachsen. Das Dachgeschoss ist am Giebel mt zwei Gesimsen gegliedert.